# Segunda División A 1939/40
De Segunda División A 1939/40 was het negende seizoen van het tweede niveau van het Spaans voetbalkampioenschap. Het was het eerste seizoen na de Spaanse Burgeroorlog. De 40 deelnemende teams zullen naar het volgende seizoen toe gereduceerd worden naar 24.

## Voorronde

### Groep 1
|   | Club                   | WG | W  | G | V  | DV | DT | +/- | P  |                                     |
| - | ---------------------- | -- | -- | - | -- | -- | -- | --- | -- | ----------------------------------- |
| 1 | Deportivo La Coruña    | 14 | 10 | 2 | 2  | 38 | 10 | +28 | 22 | Kwalificatie voor de eindronde      |
| 2 | Racing Ferrol          | 14 | 8  | 5 | 1  | 40 | 15 | +25 | 21 |                                     |
| 3 | Sporting Gijón         | 14 | 7  | 3 | 4  | 28 | 17 | +11 | 17 |                                     |
| 4 | Baracaldo Oriamendi    | 14 | 7  | 2 | 5  | 30 | 29 | +1  | 16 | Degradatie naar de Tercera División |
| 5 | UD Salamanca           | 14 | 4  | 4 | 6  | 25 | 36 | -11 | 12 |                                     |
| 6 | Real Valladolid        | 14 | 4  | 0 | 10 | 24 | 35 | -11 | 8  |                                     |
| 7 | Real Avilés Industrial | 14 | 3  | 2 | 9  | 20 | 40 | -20 | 8  |                                     |
| 8 | Deportivo Torrelavega  | 14 | 3  | 2 | 9  | 16 | 39 | -23 | 8  | Degradatie naar de Tercera División |

### Groep 2
|   | Club                 | WG | W  | G | V  | DV | DT | +/- | P  |                                     |
| - | -------------------- | -- | -- | - | -- | -- | -- | --- | -- | ----------------------------------- |
| 1 | Real Sociedad        | 14 | 12 | 1 | 1  | 53 | 11 | +42 | 25 | Kwalificatie voor de eindronde      |
| 2 | CA Osasuna           | 14 | 10 | 1 | 3  | 34 | 11 | +23 | 21 |                                     |
| 3 | Real Unión           | 14 | 6  | 2 | 6  | 24 | 32 | -8  | 14 |                                     |
| 4 | Sestao Sport Club    | 14 | 4  | 5 | 5  | 27 | 31 | -4  | 13 | Degradatie naar de Tercera División |
| 5 | Barakaldo CF         | 14 | 4  | 4 | 6  | 19 | 25 | -6  | 12 |                                     |
| 6 | SD Erandio           | 14 | 5  | 1 | 8  | 24 | 30 | -6  | 11 | Degradatie naar de Tercera División |
| 7 | Arenas Club de Getxo | 14 | 4  | 1 | 9  | 25 | 44 | -19 | 9  |                                     |
| 8 | Deportivo Alavés     | 14 | 3  | 1 | 10 | 15 | 37 | -22 | 7  | Degradatie naar de Tercera División |

### Groep 3
|   | Club          | WG | W | G | V  | DV | DT | +/- | P  |                                     |
| - | ------------- | -- | - | - | -- | -- | -- | --- | -- | ----------------------------------- |
| 1 | Levante UD    | 14 | 9 | 2 | 3  | 33 | 19 | +14 | 20 | Kwalificatie voor de eindronde      |
| 2 | CE Sabadell   | 14 | 7 | 2 | 5  | 27 | 23 | +4  | 16 |                                     |
| 3 | Girona FC     | 14 | 6 | 3 | 5  | 27 | 24 | +3  | 15 |                                     |
| 4 | CD Castellón  | 14 | 7 | 0 | 7  | 26 | 23 | +3  | 14 |                                     |
| 5 | CD Constancia | 14 | 6 | 2 | 6  | 22 | 29 | -7  | 14 | Degradatie naar de Tercera División |
| 6 | EC Granollers | 14 | 6 | 2 | 6  | 31 | 29 | +2  | 14 | Degradatie naar de Tercera División |
| 7 | RCD Mallorca  | 14 | 5 | 3 | 6  | 32 | 27 | +5  | 13 | Degradatie naar de Tercera División |
| 8 | CF Badalona   | 14 | 3 | 0 | 11 | 25 | 49 | -24 | 6  |                                     |

### Groep 4
|   | Club                 | WG | W  | G | V | DV | DT | +/- | P  |                                     |
| - | -------------------- | -- | -- | - | - | -- | -- | --- | -- | ----------------------------------- |
| 1 | Real Murcia          | 14 | 11 | 0 | 3 | 38 | 16 | +22 | 22 | Kwalificatie voor de eindronde      |
| 2 | AD Ferroviaria       | 14 | 10 | 0 | 4 | 41 | 24 | +17 | 20 | Degradatie naar de Tercera División |
| 3 | Alicante CF          | 14 | 6  | 2 | 6 | 27 | 33 | -6  | 14 | Degradatie naar de Tercera División |
| 4 | Imperio Madrid       | 14 | 6  | 2 | 6 | 32 | 33 | -1  | 14 | Degradatie naar de Tercera División |
| 5 | FC Cartagena         | 14 | 5  | 3 | 6 | 17 | 26 | -9  | 13 |                                     |
| 6 | Burjassot CF         | 14 | 5  | 2 | 7 | 38 | 33 | +5  | 12 | Degradatie naar de Tercera División |
| 7 | Elche CF             | 14 | 3  | 3 | 8 | 20 | 30 | -10 | 9  | Degradatie naar de Tercera División |
| 8 | Real Murcia Imperial | 14 | 3  | 2 | 9 | 20 | 38 | -18 | 8  | Degradatie naar de Tercera División |

### Groep 5
|   | Club          | WG | W  | G | V  | DV | DT | +/- | P  |                                     |
| - | ------------- | -- | -- | - | -- | -- | -- | --- | -- | ----------------------------------- |
| 1 | Cádiz CF      | 14 | 11 | 1 | 2  | 40 | 15 | +25 | 23 | Kwalificatie voor de eindronde      |
| 2 | Granada CF    | 14 | 9  | 4 | 1  | 36 | 16 | +20 | 22 |                                     |
| 3 | CD Malacitano | 14 | 9  | 2 | 3  | 36 | 19 | +17 | 20 |                                     |
| 4 | Córdoba CF    | 14 | 6  | 2 | 6  | 33 | 35 | -2  | 14 |                                     |
| 5 | Jerez CF      | 14 | 5  | 4 | 5  | 21 | 23 | -2  | 14 |                                     |
| 6 | Onuba         | 14 | 3  | 3 | 8  | 29 | 43 | -14 | 9  | Degradatie naar de Tercera División |
| 7 | AD Ceuta      | 14 | 4  | 1 | 9  | 19 | 33 | -14 | 9  | Degradatie naar de Tercera División |
| 8 | EHA de Tánger | 14 | 0  | 1 | 13 | 15 | 45 | -30 | 1  | Degradatie naar de Tercera División |

## Eindronde
|   | Club                | WG | W | G | V | DV | DT | +/- | P  |                                   |
| - | ------------------- | -- | - | - | - | -- | -- | --- | -- | --------------------------------- |
| 1 | Real Murcia         | 8  | 4 | 1 | 3 | 15 | 16 | -1  | 13 | Promotie naar de Primera División |
| 2 | Deportivo La Coruña | 8  | 4 | 1 | 3 | 15 | 11 | +4  | 13 | Play-off                          |
| 3 | Cádiz CF            | 8  | 3 | 3 | 2 | 16 | 13 | +3  | 11 |                                   |
| 4 | Levante UD          | 8  | 3 | 2 | 3 | 13 | 14 | -1  | 9  |                                   |
| 5 | Real Sociedad       | 8  | 2 | 1 | 5 | 12 | 17 | -5  | 7  |                                   |

### Play-off
| Team 1        |     | Team 2              |
| ------------- | --- | ------------------- |
| Celta de Vigo | 1-0 | Deportivo La Coruña |

1929 · 1929/30 · 1930/31 · 1931/32 · 1932/33 · 1933/34 · 1934/35 · 1935/36 · 1936/37 · 1937/38 · 1938/39 · 1939/40 · 1940/41 · 1941/42 · 1942/43 · 1943/44 · 1944/45 · 1945/46 · 1946/47 · 1947/48 · 1948/49 · 1949/50 · 1950/51 · 1951/52 · 1952/53 · 1953/54 · 1954/55 · 1955/56 · 1956/57 · 1957/58 · 1958/59 · 1959/60 · 1960/61 · 1961/62 · 1962/63 · 1963/64 · 1964/65 · 1965/66 · 1966/67 · 1967/68 · 1968/69 · 1969/70 · 1970/71 · 1971/72 · 1972/73 · 1973/74 · 1974/75 · 1975/76 · 1976/77 · 1977/78 · 1978/79 · 1979/80 · 1980/81 · 1981/82 · 1982/83 · 1983/84 · 1984/85 · 1985/86 · 1986/87 · 1987/88 · 1988/89 · 1989/90 · 1990/91 · 1991/92 · 1992/93 · 1993/94 · 1994/95 · 1995/96 · 1996/97 · 1997/98 · 1998/99 · 1999/00 · 2000/01 · 2001/02 · 2002/03 · 2003/04 · 2004/05 · 2005/06 · 2006/07 · 2007/08 · 2008/09 · 2009/10 · 2010/11 · 2011/12 · 2012/13 · 2013/14 · 2014/15 · 2015/16 · 2016/17 · 2017/18 · 2018/19 · 2019/20 · 2020/21 · 2021/22 · 2022/23 · 2023/24 · 2024/25